# Stenopyga rhodesiaca
Stenopyga rhodesiaca är en bönsyrseart som beskrevs av Max Beier 1973. Stenopyga rhodesiaca ingår i släktet Stenopyga och familjen Mantidae. Inga underarter finns listade i Catalogue of Life.